# باري ريختر
باري ريختر (بالإنجليزية: Barry Richter)‏ هو لاعب هوكي الجليد أمريكي، ولد في 11 سبتمبر 1970 في ماديسون في الولايات المتحدة.

## وصلات خارجية
- باري ريختر على موقع دوري الهوكي الوطني (الإنجليزية)
- باري ريختر على موقع قاعة مشاهير الهوكي (لاعب أن.إتش.أل) (الإنجليزية)
- باري ريختر على موقع EliteProspects.com (الإنجليزية)
- باري ريختر على موقع HockeyDB.com (الإنجليزية)
- باري ريختر على موقع Hockey-Reference.com (الإنجليزية)
- باري ريختر على موقع أوليمبيديا (الإنجليزية)